# 징가
징가(Zynga)는 미국의 소셜 네트워크 게임 개발 업체이다. 징가는 페이스북이나 마이스페이스와 같은 소셜 네트워크 서비스(SNS)에게 독립형 혹은 애플리케이션형 브라우저 기반의 게임을 제공한다. SNS 사용자들의 친목과 인맥관리를 위한 서비스이다.

## 역사
- 2007년 7월, 마크 핀커스를 비롯한 4명의 공동 창업자들이 징가를 설립하였다.[1] "징가"라는 사명은 마크 핀커스의 아메리칸 불독의 이름에서 따온 것이다. 징가의 상징인 불독 역시 여기에서 유래하였다.[2]
- 2008년 7월, 클라이너 퍼킨스 코필드 앤 바이어스 등의 벤처 캐피탈 투자 업체로부터 2900만 달러를 투자받는다.[3]
- 2008년 4월, 징가는 마피아 워즈 게임을 최초로 대중에게 공개했다
- 2010년 2월 17일, 징가는 인도의 방갈로르에 처음으로 해외 법인인 징가 인디아를 세웠다.[4]
- 2010년 9월, 징가의 직원 수는 1,200명을 넘어섰다.[5]
- 2011년 3월, 징가는 소셜 게임을 통해 가상의 물건들로부터 얻은 수익과 기부금 100%를 2011 토호쿠 대지진에 원조 물자로 전달하였다.[6]
- 2011년 4월, 징가는 레이디 가가와 함께 파트너 관계를 맺고 새로운 게임을 제공하기 시작했다.[7]
- 2011년 5월, 징가의 기업가치는 100억 달러로 평가되고 있다.[8]

## 비즈니스 모델
징가는 두 가지 방법에 의해 수익을 창출한다. 첫 번째는 직접적인 신용 카드 결제에 의한 매출 증가이며., 두 번째는 파트너 비즈니스로부터 얻는 부가적인 매출이다.
이용자들이 징가의 게임들을 즐기기 위해서는 게임 내에서 "에너지"(energy)라는 것이 필요하다. 징가 게임들의 가장 중요한 특징인 "미션"(mission)을 수행하려면 일정 양의 에너지를 소비해야만 한다. 에너지를 모두 소비하고 나면, 최대 한계치에 다다를 때까지 에너지가 천천히 다시 채워진다. 이용자는 채워진 에너지를 통해 다시 추가 미션들을 수행할 수 있게 된다. 하지만 에너지가 채워지는 일정 시간을 기다리지 못하는 이용자들의 심리를 반영하여, 게임 내에서 신용 카드 결제를 통해 에너지를 구매할 수 있도록 만들었다. 이러한 구조에서, 징가는 수익을 얻을 수 있게 된다.
징가의 게임들은 많은 다른 사업들과 연결되어 있다. 이용자들은 게임 점수나 에너지, 혹은 프리미엄을 얻기 위해 징가의 파트너들로부터 신규 신용 카드를 신청하도록 하는 제안을 수락할 수 있으며, 설문조사에 응하기도 하며, 특정 상품이나 서비스를 구매하기도 한다.
2010년 3월부터는 게임 내에서 사용되는 가상 화폐를 구매할 수 있도록, 미국 내 12,800여개의 상점에서 선불 결제식 게임 카드를 판매하기 시작했다.

## 서비스 중인 게임

### 개발 및 서비스
- 더 빌(The Ville)[Facebook/Zynga.com]
- 더 피니언 트레일(The Pioneer Trail)[Facebook]: 구 프론티어 빌(ForestVille)
- 드롭 7(Drop 7)[AD/IOS]
- 드림 주(Dream Zoo)[AD/IOS]
- 드림 펫하우스(Dream Pethouse)[IOS]
- 드림 하이츠(Dream Heights)[AD/IOS]
- 루디 블래스트(Ruby Blast)[Facebook/Zynga.com]
- 마피아 워즈(Mafia Wars)[Facebook/IOS]
- 마피아 워즈 2(Mafia Wars 2)[Facebook/Google+]
- 매칭 위드 프랜즈(Matching With Friends)[IOS]
- 모지토모(Mojitomo)[AD]
- 몬토피아(Montopia)[AD]
- 뱀파이어 워즈(Vampire Wars)[Facebook/IOS]
- 버블 사파리(Bubble Safari)[Facebook/Zynga.com]
- 블랙잭(Blackjack)[Facebook]
- 쉐프빌(ChefVille)[Facebook/Zynga.com]
- 스크램블 위드 프랜즈(Scramble with Friends)[AD/IOS]
- 시티빌(CityVille)[Facebook/Zynga.com]
- 시티빌 플러스(CityVille+)[Google+]
- 시티빌 홀리데이타운(CityVille Holidaytown)[IOS]
- 시티빌 홈타운(CityVille Hometown)[IOS]
- 아야카시 음양록(Ayakashi Ghost Guild)[AD]
- 야쿠자 로드(Yakuza Lords)[Facebook]
- 엠파이어스 & 엘라이즈(Empires & Allies)[Facebook/Google+]
- 요빌(YoVille)[Facebook/MySpace]
- 워즈 위드 프랜즈(Words With Friends)[AD/Facebook/IOS/Zynga.com]
- 인디아나 존스 어드벤쳐 월드(Indiana Jones Adventure World)[Facebook]
- 잼스 위드 프랜즈(Gems with Friends)[IOS]
- 징가 빙고(Zynga Bingo)[Facebook/Zynga.com]
- 징가 엘리트 슬롯(Zynga Elite Slots)[Facebook]
- 징가 포커(Zynga Poker)[AD/Google+/IOS/MySpace/Zynga.com]
- 징가 실링고(Zynga Slingo)[Facebook/Zynga.com]
- 징가 슬롯(Zynga Slots)[AD/IOS]
- 체스 위드 프랜즈(Chess With Friends)[IOS]
- 캐슬빌(CastleVille)[Facebook/Zynga.com]
- 카페 월드(Café World)[Facebook]
- 코스터빌(CoasterVille)[Facebook/Zynga.com]
- 트리져 아일랜드(Treasure Isle)[Facebook]
- 팜빌(FarmVille)[Facebook/Farmville.com/Html 5/IOS]
- 팜빌 2(FarmVille 2)[Facebook/Zynga.com]
- 펫빌(PetVille)[Facebook]
- 펫워즈(Pathwords)[Facebook]
- 프로스트빌(ForestVille)[IOS]
- 피쉬빌(FishVille)[Facebook]
- 행잉 위드 프랜즈(Hanging With Friends)[AD/IOS]
- 히든 크로니클(Hidden Chronicles)[Facebook/Zynga.com]

### 서비스 게임(배급만 하는 경우)
- 나이츠 오브 더 로즈(Knights of the Rose)[Zynga.com]
- 드로우 썸딩(Draw Something)
- 루더 타코즈(Rubber Tacos)[Zynga.com]
- 미니 펏 파크(Mini Putt Park)[Zynga.com]
- 블룸 프랜즈(Boom Friends)
- 스포츠 카지노(Sports Casino)[Zynga.com]
- 야드 세일(Yard Sale)[Zynga.com]
- 좀비 스매쉬(ZombieSmash)[AD/IOS]
- 좀비 스와이프아웃(Zombie Swipeout)[IOS]
- 패션 디자이너(Fashion Designer)[Zynga.com]
- 퍼피 월드(Puppy World)
- 호른(Horn)[AD/IOS]

## 논란

### 스팸성
징가의 대부분의 게임은 다른 이용자들과의 상호 활동에 의한 게임 내의 이익을 얻는 과정이 중요하게 다루어진다. 따라서 이용자들은 게임을 권유함으로써, 더 많은 사람들과의 상호 활동을 추구하게 된다. 하지만 징가의 게임을 이용하지 않는 사람들은 이러한 과정에서 원치 않게 받게 되는 스팸 광고성 메시지에 대해 많은 불만을 표출하고 있다. 이에 따라, 페이스북은 애플리케이션 개발 관련 준수 조항을 수정하여 이러한 문제점을 해결하려 했다.

### 지적 재산권 무단 침해
징가는 많은 경쟁 개발 업체들로부터 그들의 게임 컨셉을 무단으로 침해했다고 수차례 고소당해왔다.

징가의 게임 중 하나인 마피아 워즈(Mafia Wars)의 경우에는 몹 워즈(Mob Wars)라는 게임 개발자들로부터 소송을 제기당했으며, 70억에서 90억원 정도의 배상을 통해 해당 소송을 매듭지을 수 있었다.
아스 테크니카(Ars Technica)는 6개월 먼저 출시된 그들의 게임인 플레이피쉬(Playfish)의 레스토랑 시티(Restaurant City)가 징가의 카페 월드(Cafe World)와 거의 비슷하다고 발표했다.

또한 많은 기자들은 징가의 팜빌(FarmVille)이 4개월 먼저 출시된 팜타운(Farm Town)과 매우 비슷하다고 지적한 바 있다.

이외에도, 2009년 9월에는 징가의 스트릿 레이싱(Street Racing) 게임안에 사용된 상표와 관련하여 닛산으로부터 경고를 받았다. 그 후 징가는 닛산과 인피니티 브랜드를 차용한 모든 차들의 이름과 섬네일 이미지들을 수정했다. 그와 동시에, 지엠(GM), 페라리, 람보르기니, 사브 등의 다른 브랜드들을 차용한 자동차들의 이름과 디자인을 모두 수정하였다.

## 같이 보기
- 웹 게임